# Stadler Rail
Stadler Rail er en schweizisk producent af tog, sporvogne og tandhjulsbaner. Virksomheden blev etableret af Ernst Stadler i 1942, og den har hovedkvarter i Bussnang. De har ni datterselskaber og er til stede i landene Algeriet, Tyskland, Italien, Nederlandene, Østrig, Polen, Schweiz, Spanien, Tjekkiet, Ungarn, Belarus og USA. I 2012 var der 6.100 ansatte heraf 2.750 i Schweiz.